# スペースケム
『スペースケム』（英名：SpaceChem）とは、Zachtronics Industriesによって開発された、Windows、Mac OS X、Linuxで起動できるクロスプラットフォームのインディーズ・ゲームである。

## 概要
スペースケムのエンジニアである主人公が、反応装置を構築し、原子から指定された化合物を生成する。パズルゲームではあるが、決まった解答があるわけではなく、プレイヤーそれぞれがプログラムを組み立てて自分だけの正解を導き出す点が特徴である。

## 開発
世界各地の7人のスタッフが週末に作業を続け、一年をかけて完成させた。
2011年1月1日にZachtronicsのウェブサイトにてデジタル・ダウンロード版で発売され、その後、Valve SoftwareのSteamをはじめとするオンラインプラットフォームで配信されている。
IndieGamer.comとのインタビューでは、開発者は続編の可能性があることを述べた。

## 評判
SpaceChem はOut of Eightにて7/8、 PCGamerにて89/100、Eurogamerにて9/10、Igromaniaにて9.5/10という高い評価を得ている。イギリスのゲーミングブログRock, Paper, ShotgunのQuintin Smith氏は「2011年のトップインディーズ・ゲームは第一週ですでに出てしまったのかもしれない」とコメントしている。